# Setodes tcharurupa
Setodes tcharurupa är en nattsländeart som beskrevs av Schmid 1987. Setodes tcharurupa ingår i släktet Setodes och familjen långhornssländor. Inga underarter finns listade i Catalogue of Life.